# フランソワ・ムバンジェ
ジャック・フランソワ・ムバンジェ（Jacques François Moubandje、1990年6月21日 - ）は、カメルーン・ドゥアラ出身でスイス国籍のプロサッカー選手。スイス代表。TFF1.リグ・ギョズテペSK所属。ポジションは、ディフェンダー。

## 経歴

### 生い立ち
カメルーンのドゥアラで生まれ、幼少期にスイスに移住。

### クラブ
2007年、FCメイランでプロキャリアをスタート。2009年、セルヴェットFCに移籍。2012－13シーズン終了後、チームがスーパーリーグから降格したことで移籍を志願。9月、スタッド・レンヌに移籍したシェイフ・ムベングの後釜を探していたトゥールーズFCと4年契約を結んだ。2019年7月15日、NKディナモ・ザグレブに3年契約で移籍した。

### 代表
2014年11月、リトアニア代表戦でA代表初出場。UEFA EURO 2016のメンバーにも招集されている。

## 代表歴

### 出場大会
- スイス代表
  - 2018 FIFAワールドカップ

### 試合数
- 国際Aマッチ 21試合 0得点（2014年-2018年）[4]

| スイス代表 | 国際Aマッチ | 国際Aマッチ |
| 年         | 出場        | 得点        |
| ---------- | ----------- | ----------- |
| 2014       | 2           | 0           |
| 2015       | 6           | 0           |
| 2016       | 3           | 0           |
| 2017       | 4           | 0           |
| 2018       | 6           | 0           |
| 通算       | 21          | 0           |